# Travailler et apprendre ensemble
Travailler et apprendre ensemble (TAE) est une association loi de 1901 créée en 2002 par le mouvement ATD Quart monde à Noisy-le-Grand,.  
Entreprise expérimentale, elle se fixe trois objectifs : « prouver que personne n'est inemployable, faire une entreprise qui marche humainement, et être viable économiquement », son but final étant d'inspirer les entreprises classiques et les inviter à changer de modèle pour être plus inclusives. Si elle a des traits communs avec un Atelier chantier d'insertion, elle s'en distingue nettement depuis 2007 par le recours systématique au CDI et par un modèle économique moins dépendant des subventions publiques.
TAE est considéré comme un projet préfigurateur de l'expérimentation nationale des Territoires zéro chômeur de longue durée,.